# Lawrence County, Mississippi
Lawrence County är ett administrativt område i delstaten Mississippi, USA. År 2010 hade countyt  12 929 invånare. Den administrativa huvudorten (county seat) är Monticello. 

## Geografi
Enligt United States Census Bureau så har countyt en total area på 1 129 km². 1 116 km² av den arean är land och 13 km² är vatten. 

### Angränsande countyn
- Simpson County - nordost
- Jefferson Davis County - öst
- Marion County - sydost
- Walthall County - syd
- Lincoln County - väst
- Copiah County - nordväst